# Quercus acuta
Espèce
Quercus acuta ou Chêne vert du japon (voir aussi Chêne à feuilles pointues ou Akagashi) est une espèce de chênes originaire du Japon, Corée du Sud, Taiwan et de la Chine (province du Guizhou) qui peut atteindre la hauteur de 14 mètres. En raison de son feuillage et de son habitat, il est difficilement identifiable comme chêne à première vue d'œil.
Il est habituellement touffu, dense et en forme de dôme. Son écorce est lisse et gris-foncé et ses feuilles sombres, brillantes au-dessus et jaunâtres au revers. Contrairement à plusieurs autres variétés de Chênes, ses feuilles ne sont ni lobées ni dentées ; elles ont des bords réguliers et sont pointues. Les fleurs sont des chatons de 5 cm.

## Liste des variétés
Selon Tropicos (12 juillet 2014) (Attention liste brute contenant possiblement des synonymes) :
- variété Quercus acuta var. acutiformis Nakai
- variété Quercus acuta var. bambusifolia G. Nicholson
- variété Quercus acuta var. yanagidae Makino